# Lars Peter Widing
Lars Peter Widing, född 28 juni 1752 i Karlshamns församling, Blekinge län, död 26 april 1820 i Hedvig Eleonora församling, Stockholm, var en svensk präst.

## Biografi
Lars Peter Widing föddes 1752 i Karlshamns församling. Han var son till handelsmannen Sven Widing och Maria Elisabeth Henschen. Widing blev 13 februari 1769 student vid Lunds universitet och avlade 23 juni 1772 magistergraden. Han prästvigdes 18 maj 1776 i Lunds domkyrka till pastorsadjunkt i Ronneby församling. Widing var även från 21 juni 1780 extra ordinarie bataljonspredikant vid Kronobergs regemente. Han blev 13 januari 1784 informator åt barnen till kyrkoherden Gabriel Rosén i Riddarholmens församling och var från 12 oktober 1784 till 30 april 1787 vice pastor och nådårspredikant i Riddarholmens församling, efter Roséns önskan. Widing avlade 7 november 1786 pastoralexamen i Stockholm och blev 25 september 1787 komminister i Hedvig Eleonora församling, tillträdde 1 maj 1788.
Vid valet av kyrkoherdetjänsten i Hedvig eleonora församling fick hans 35 1⁄4 röster, då även komministern Gustaf Broström i Hedvig Eleonora församling fick 282 3⁄4 röster och regementspastorn Aurelius fick 95 1⁄2 röster. Trots det låga röstantalet fick Widing kyrkoherdetjänsten 14 september 1802 kyrkoherde i Hedvig Eleonora församling, tillträdde 15 november 1802 och blev 23 november 1802 assessor i Stockholms stads konsistorium. Han avled 1820 i Hedvig Eleonora församling.